# Pryworottia (obwód chmielnicki)
Pryworottia (ukr. Привороття) – wieś na Ukrainie, w obwodzie chmielnickim, w rejonie kamienieckim.
Wieś położona była w pierwszej połowie XVII wieku w województwie podolskim.